# Алмалинский район
Алмалинский район (каз. Алмалы ауданы) — административно-территориальная единица в центральной части города Алма-Аты.Код КАТО kz.75.1110000 .

## История
Алмалинский район расположен на приблизительном местоположений средневекового города Алмалы/Алмату X-IX века.
14 сентября 1936 года решением Алма-Атинского городского Совета Народных депутатов города Алма-Аты был образован Сталинский район. 10 марта 1957 года Сталинский район был переименован в Советский. 12 декабря 1995 года Советский район был переименован в Алмалинский район. Алмалинский район расположен в самом центре города. Этот район долгие годы был административным центром и центром общественной и культурной жизни Алма-Аты.

## Достопримечательности
На сегодняшний день в Алмалинском районе функционируют 449 промышленных предприятий и 624 предприятий торговли. На территории района располагаются 20 вузов, 19 СУЗов (в том числе хореографическое училище), 29 школ, 21 государственных и 8 частных детских дошкольных учреждений, 29 учреждений здравоохранения, 5 музеев, 8 библиотек, 2 кинотеатра и 5 театров. Памятник М. Маметовой и А. Молдагуловой, памятник А. Иманову, Дом зодчих Зенковых, Административное здание, Здание Казпотребсоюза, станция метро Алмалы и Жибек Жолы. Пешеходная часть улицы Жибек Жолы в местной обиходной речи известна как "Арбат".

## Население
Национальный состав (на начало 2019 года):
- казахи — 122 457 чел. (56,75 %)
- русские — 64 206 чел. (29,76 %)
- корейцы — 6 207 чел. (2,88 %)
- уйгуры — 5 083 чел. (2,36 %)
- татары — 3 707 чел. (1,72 %)
- узбеки — 1 934 чел. (0,90 %)
- азербайджанцы — 1 878 чел. (0,87 %)
- украинцы — 1 841 чел. (0,85 %)
- дунгане — 1 229 чел. (0,57 %)
- турки — 984 чел. (0,46 %)
- немцы — 920 чел. (0,43 %)
- киргизы — 834 чел. (0,39 %)
- другие — 4 488 чел. (2,08 %)
- Всего — 215 768 чел. (100,00 %)

## Акимы
1. Букенов, Кайрат Ахмадиевич 1996
2. Асанов, Турарбек Мажилович (01.1997 — 09.2004)[8]
3. Джанабергенов, Кайрат Мырзаханович (01.2005 — 18.04.2008)[9]
4. Принбеков, Марат Усенович (18.04.2008 — 12.2012)[10]
5. Кусаинов, Серик Досымханович (12.2012 — 03.2016)[11]
6. Естенов, Жасулан Токкожаевич (04.2016 — 01.2019)[12]
7. Торгаев, Беккали Нургалиевич (25.09.2018 — 14.01.2021)[13]
8. Кусаинов, Серик Досымханович (29.01.2021 — 05.2021)[14]
9. Сейтенов, Ержан Иргебаевич (11.05.2021 — 05.2023)[15]
10. Жакибаев Айдар Ерболатович (с 19.05.2023)[16]

## Территория
Граница района начинается от пересечения осей проспекта Райымбека и реки Большой Алматинки, в этой части находится микрорайон Тастак. Граница пролегает по оси проспекта Райымбека на восток до оси проспекта Назарбаева, пролегает по проспекту Назарбаева до пересечения с проспектом Абая, поворачивает налево по проспекту Абая и пролегает по его оси до пересечения с рекой Большой Алматинкой. Пролегает на север по осям реки и водохранилища Сайран до пересечения с проспектом Райымбека. Район граничит со всеми другими, кроме Наурызбайского и Турксибского.

## Галерея

Здание акимата Алмалинского района